# Wallaceochromis
Wallaceochromis Lamboj, Trummer & Metscher, 2016 è un genere di pesci d'acqua dolce appartenente alla famiglia Cichlidae, sottofamiglia Cichlasomatinae.

## Distribuzione e habitat
Tutte le specie sono originarie delle acque dolci dell'Africa occidentale.

## Descrizione
Le dimensioni si attestano tra i 6 e i 12 cm, secondo la specie.

## Specie
Il genere comprende 3 specie:
- Wallaceochromis humilis (Boulenger, 1916)
- Wallaceochromis rubrolabiatus (Lamboj, 2004)
- Wallaceochromis signatus (Lamboj, 2004)